# پیتر دوردن
پیتر دوردن (انگلیسی: Peter Duerden؛ زادهٔ ۵ ژوئن ۱۹۴۵) بازیکن فوتبال اهل کانادا است.